# 巨型羽翅鱟科
巨型羽翅鱟科（学名：Megalograptidae）是板足鲎目下的一个科。

## 下属分类
本科包括以下属：
- 刺颚鲎属 Echinognathus Walcott, 1882
- 五十桨翼鲎属 Pentecopterus Lamsdell, Briggs, Liu, Witzke & McKay, 2015